# Regreso de Jesús a Galilea

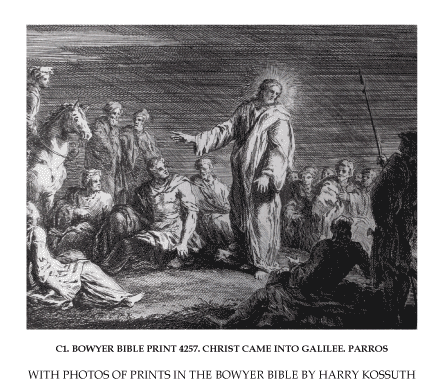
Regreso de Jesus a Galilea descrito en la Biblia de Robert Bowyer,.

El regreso de Jesus a Galilea es un episodio en la vida de Jesús como aparece en tres de los Evangelios Canónicos: Mateo 4:12, Marcos 1:14 y Juan 4:1-3, 4:43-45. Relata el regreso de Jesús a Galilea después del encarcelamiento de Juan el Bautista.

## Textos bíblicos

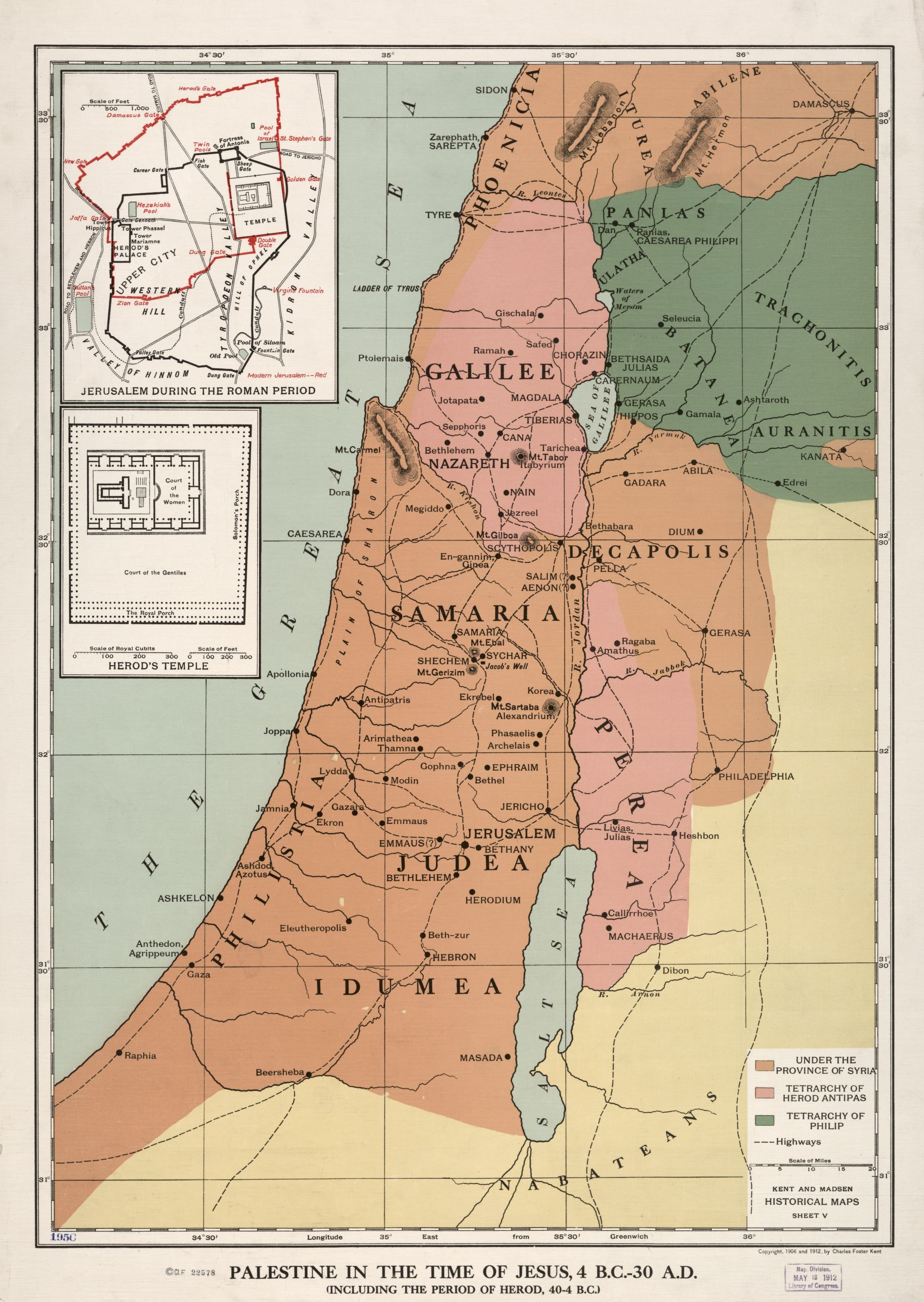
Mapa de Judea, Samaria y Galilee en la época de Jesús

en el camino del mar, al otro lado del Jordán, la Galilea de los gentiles, 16el pueblo que yacía en tinieblas ha visto una gran luz; para los que yacían en región y sombra de muerte una luz ha amanecido. 17Desde entonces comenzó Jesús a predicar y a decir: —Convertíos, porque está al llegar el Reino de los Cielos.
- Según el Evangelio de Mateo (4;12-17):

Cuando oyó que Juan había sido encarcelado, se retiró a Galilea. Y dejando Nazaret se fue a vivir a Cafarnaún, ciudad marítima, en los confines de Zabulón y Neftalí, para que se cumpliera lo dicho por medio del profeta Isaías: 
- Tierra de Zabulón y tierra de Neftalí
- en el camino del mar,
- al otro lado del Jordán,
- la Galilea de los gentiles,
- el pueblo que yacía en tinieblas
- ha visto una gran luz;
- para los que yacían
- en región y sombra de muerte
- una luz ha amanecido.

Desde entonces comenzó Jesús a predicar y a decir: —Convertíos, porque está al llegar el Reino de los Cielos.

- Según el Evangelio de Marcos(1; 14-15):

Después de haber sido apresado Juan, vino Jesús a Galilea predicando el Evangelio de Dios, y diciendo: —El tiempo se ha cumplido y el Reino de Dios está al llegar; convertíos y creed en el Evangelio.

- Según el Evangelio de Juan (4;):

Entonces, por impulso del Espíritu, volvió Jesús a Galilea y se extendió su fama por toda la región. Y enseñaba en sus sinagogas y era honrado por todos.

Los fariseos oyeron que Jesús hacía y bautizaba más discípulos que Juan, aunque no era Jesús el que bautizaba, sino sus discípulos. Cuándo el Señor se enteró de esto, abandonó Judea y volvió una vez más a Galilea.

## Interpretación de la Iglesia católica

### Comentarios al evangelio de Mateo
La conversión implica un cambio profundo en la forma de vida de las personas. En este caso, la predicación de Jesús en Galilea se presenta como una llamada urgente a la conversión, entendida como un giro hacia la penitencia. La palabra "penitencia" implica un arrepentimiento sincero y un cambio de comportamiento.
La referencia al episodio del centurión sugiere la posibilidad de una convivencia pacífica entre diferentes razas y culturas, destacando así la universalidad del mensaje de Jesús. Además, la mención de la región de Galilea como "Galilea de los gentiles" subraya la importancia de esta tierra en la recepción de la luz de la salvación y la predicación del Mesías, cumpliendo así las profecías.
En resumen, la predicación de Jesús en Cafarnaúm y la llamada a la conversión destacan la necesidad de un cambio profundo en la vida de las personas, un arrepentimiento genuino y una respuesta activa a la llegada del Reino de los Cielos.

«Penitencia significa el cambio profundo de corazón bajo el influjo de la Palabra de Dios y en la perspectiva del Reino. Pero penitencia quiere también decir cambiar la vida en coherencia con el cambio de corazón, y en este sentido hacer penitencia se completa con dar frutos dignos de penitencia; toda la existencia se hace penitencia orientándose a un continuo caminar hacia lo mejor. Sin embargo, hacer penitencia es algo auténtico y eficaz sólo si se traduce en actos y gestos de penitencia. En este sentido, penitencia significa (…) el esfuerzo concreto y cotidiano del hombre, sostenido por la gracia de Dios, para perder la propia vida por Cristo como único modo de ganarla; para despojarse del hombre viejo y revestirse del nuevo; para superar en sí mismo lo que es carnal, a fin de que prevalezca lo que es espiritual; para elevarse continuamente de las cosas de abajo a las de arriba donde está Cristo» (Juan Pablo II)

### Comentarios al evangelio de Marcos
La idea de que Jesús comienza su predicación después del final de la de Juan el Bautista sugiere un cambio de época, marcando el comienzo del Reino de Dios y la llegada de la salvación. Este concepto se alinea con la noción de que la etapa de las promesas ha llegado a su fin y que con Jesús se inicia una nueva era.
La expresión "Evangelio de Dios", que se encuentra en las epístolas de San Pablo, resalta la buena nueva o mensaje gozoso que viene con Jesús y el Reino de Dios. Este término, que está en Epístola a los filipenses, Epístola a los colosenses, Segunda epístola a los tesalonicenses se utiliza como equivalente a "Evangelio de Cristo", indicando que la novedad y la alegría radican en la llegada de Jesús y en la proclamación de su mensaje redentor.
La mención del martirio de Juan el Bautista sugiere que la proclamación del Evangelio no será sin dificultades y que incluso los mensajeros de esta buena noticia pueden enfrentar persecuciones y desafíos. Este tema se desarrolla más tarde en la historia cristiana, donde muchos seguidores de Jesús sufrieron persecución por su fe.
En resumen, el comienzo de la predicación de Jesús marca el inicio de una nueva fase, la llegada del Reino de Dios y la salvación. La expresión "Evangelio de Dios" subraya la novedad gozosa asociada con Jesús, mientras que las dificultades señaladas, como el martirio de Juan el Bautista, indican que la proclamación del Evangelio no será sin persecuciones y sufrimientos.

«En lo que puedo recordar, del Reino de los Cielos no he oído hablar nunca leyendo la Ley, los Profetas o el Salterio; sólo leyendo el Evangelio. El Reino de Dios ha quedado abierto sólo después de que haya venido aquél que dijo: el Reino de Dios está dentro de vosotros» 

Participar de este Reino exige de los hombres una conversión interior, estar dispuestos a recibir un nuevo don de Dios: 

Jesús anuncia la llegada del Reino de Dios e invita a la conversión, perdonando los pecados de quien se acerca a Él con humilde fe, iniciando así el ministerio de misericordia que Él continuará ejerciendo hasta el fin del mundo, especialmente a través del sacramento de la Reconciliación confiado a la Iglesia.

### Comentarios al evangelio de Juan
La información proporcionada destaca algunas de las narrativas distintas entre los Evangelios de Juan, Marcos y Mateo con respecto a los viajes y actividades de Jesús. En el Evangelio de Juan, se menciona el encuentro de Jesús con la mujer samaritana en un pozo en Samaria. Este relato ilustra la disposición de Jesús para interactuar y llevar su mensaje incluso a aquellos considerados marginados o diferentes por la sociedad de la época.
En el Evangelio de Marcos, se menciona que Jesús regresa a Galilea desde el desierto después del arresto de Juan el Bautista. El relato destaca el período de soledad y tentaciones de Jesús en el desierto después de su bautismo. Por otro lado, en el Evangelio de Mateo, se sugiere que después de su bautismo, Jesús pasó tiempo en el desierto, la "ciudad santa" (Jerusalén) y un área montañosa antes de regresar a Galilea. Además, se señala que Jesús dejó Nazaret y se estableció en Cafarnaúm, ubicada en la orilla del Mar de Galilea, que era un lugar estratégico en una región ocupada y cercana a importantes rutas comerciales.
Estas variaciones en los relatos de los Evangelios resaltan las perspectivas distintas de los evangelistas y la riqueza de detalles que cada uno aporta a la narrativa global de la vida y enseñanzas de Jesús. Cada Evangelio presenta una imagen única y complementaria de la historia, enfocándose en diferentes aspectos y mensajes.